# Ossessione d'amore (film 1992)
Ossessione d'amore (Obsessed) è un film per la televisione del 1992 diretto da Jonathan Sanger e con protagonisti Shannen Doherty, William Devane e Clare Carey.
Trasmesso negli Stati Uniti il 27 settembre 1992 sulla rete ABC, in Italia il film è arrivato direttamente in VHS nel 1993 su etichetta Deltavideo. In seguito è andato in onda in prima visione televisiva l'11 marzo 1994 in prima serata su Rai 3.

## Trama
Lorie Brindel lavora in una compagnia di assicurazioni e si innamora di un uomo, Ed Bledsoe, molto più grande di lei. Trascorsa una settimana di passione insieme, Lorie è convinta che Ed sia l'uomo della sua vita, e che presto si sposeranno. Ma Ed non è sicuro di volersi risposare, avendo già divorziato due volte, e così decide di rompere la relazione, seppur con un briciolo di rimpianto. Ma Lorie, da parte sua, non accetta la conclusione della storia e cerca di riconquistarlo, prima con dolcezza e infine trasformando il suo passionale amore in un odio distruttivo e letale.